# Bahnstrecke Krefeld–Rheydt
| Streckenverlauf inkl. Verlegung/Erweiterungen |                                             |                                               |                                               |
| Streckennummer (DB): | 2501 (KR–MG-Speick) 2523 (MG-Speick–Rheydt) |                                               |                                               |
| Kursbuchstrecke (DB): | zuletzt 473                                 |                                               |                                               |
| Kursbuchstrecke: | 245c (Krefeld Hbf – M Gladbach Hbf 1946)    |                                               |                                               |
| Streckenlänge: | 23 km                                       |                                               |                                               |
| Spurweite: | 1435 mm (Normalspur)                        |                                               |                                               |
| Stromsystem: | 15 kV 16,7 Hz ~                             |                                               |                                               |
| Streckengeschwindigkeit: | zuletzt 60 km/h, Umgehungsbahn 50 km/h      |                                               |                                               |
| |                                             |                                               |                                               |
| \| \| \| Strecke von Duisburg \| \| \| \| \| Linksniederrheinische Strecke von Neuss \| \| \| \| −0,2 \| Krefeld Hbf \| Krefeld Hbf \| \| \| \| ehem. Strecke nach Hüls (bis 1907, heute B 9) \| \| \| \| \| Linksniederrheinische Strecke nach Kleve \| \| \| \| \| zur Strecke St. Tönis–Hülser Berg (ab 1907) \| \| \| \| \| Strecke nach Viersen (s. u.) \| \| \| \| \| B 57 \| \| \| \| 3,5 \| Krefeld Stahlwerk (zuletzt Awanst) \| Krefeld Stahlwerk (zuletzt Awanst) \| \| \| 4,7 \| Krefeld Stahlwerk Anst \| Krefeld Stahlwerk Anst \| \| \| \| A 44 \| \| \| \| 7,6 \| Willich \| Willich \| \| \| 10,0 \| Schiefbahn Dellmann (Awanst) \| Schiefbahn Dellmann (Awanst) \| \| \| 10,3 \| Schiefbahn Nord \| Schiefbahn Nord \| \| \| \| A 52 \| \| \| \| \| A 44 \| \| \| \| \| ehem. Strecke von Neuss \| \| \| \| 12,7 \| Neersen \| Neersen \| \| \| \| Niers \| \| \| \| \| ehem. Strecke nach Viersen \| \| \| \| 14,7 \| Mönchengladbach-Neuwerk \| Mönchengladbach-Neuwerk \| \| \| \| (ehem. Verbindungsstrecke zum Hbf) \| \| \| \| 14,9 \| Dünn \| Dünn \| \| \| 0,0 000,0 \| Viersen-Helenabrunn \| Viersen-Helenabrunn \| \| \| \| Strecke von Krefeld über Viersen (s. o.) \| \| \| \| 2,5 017,2 \| Eicken (Abzw) \| Eicken (Abzw) \| \| \| 17,4 \| Mönchengladbach-Bökel (bis 1909) \| Mönchengladbach-Bökel (bis 1909) \| \| \| \| Strecke von Neuss \| \| \| \| (18,1) \| Mönchengladbach Hbf \| Mönchengladbach Hbf \| \| \| \| ehem. Strecke nach Jülich \| \| \| \| 5,5 000,0 \| Waldhausen (Bk) \| Waldhausen (Bk) \| \| \| 20,6 4,4 \| Mönchengladbach-Speick (bis 1909) \| Mönchengladbach-Speick (bis 1909) \| \| \| \| (ehem. Trasse Bökel–Speick heute z. T. B 57) \| \| \| \| \| (ehem. Trasse heute Heinrich-Pesch-Straße) \| \| \| \| 2,0 \| Rheydt RhE \| Rheydt RhE \| \| \| \| Rheydt Hbf (ehem. Rheydt BME) \| \| \| \| \| Strecke nach Köln \| \| \| \| \| ehem. Trasse des Eisernern Rheins \| \| \| \| 12,7 000,4 \| Rheydt Gbf \| Rheydt Gbf \| \| \| \| Eiserner Rhein nach Dalheim \| \| \| \| \| Strecke nach Aachen \| \| \| \| \| \| \| \| Quellen: [1][2] \| \| \| \| |                                             |                                               |                                               |
| Strecke |                                             | Strecke von Duisburg                          | Strecke von Duisburg                          |
| Abzweig geradeaus und von links |                                             | Linksniederrheinische Strecke von Neuss       | Linksniederrheinische Strecke von Neuss       |
| Bahnhof | −0,2                                        | Krefeld Hbf                                   | Krefeld Hbf                                   |
| Abzweig geradeaus und ehemals nach rechts |                                             | ehem. Strecke nach Hüls (bis 1907, heute B 9) | ehem. Strecke nach Hüls (bis 1907, heute B 9) |
| Abzweig geradeaus, nach links und nach rechts · Strecke von rechts |                                             | Linksniederrheinische Strecke nach Kleve      | Linksniederrheinische Strecke nach Kleve      |
| Kreuzung geradeaus oben · Strecke nach rechts |                                             | zur Strecke St. Tönis–Hülser Berg (ab 1907)   | zur Strecke St. Tönis–Hülser Berg (ab 1907)   |
| Abzweig geradeaus und nach rechts |                                             | Strecke nach Viersen (s. u.)                  | Strecke nach Viersen (s. u.)                  |
| Strecke mit Straßenbrücke |                                             | B 57                                          | B 57                                          |
| ehemaliger Haltepunkt / Haltestelle | 3,5                                         | Krefeld Stahlwerk (zuletzt Awanst)            | Krefeld Stahlwerk (zuletzt Awanst)            |
| Betriebsstelle Strecke ab hier außer Betrieb | 4,7                                         | Krefeld Stahlwerk Anst                        | Krefeld Stahlwerk Anst                        |
| Strecke mit Straßenbrücke (Strecke außer Betrieb) |                                             | A 44                                          | A 44                                          |
| Bahnhof (Strecke außer Betrieb) | 7,6                                         | Willich                                       | Willich                                       |
| Blockstelle (Strecke außer Betrieb) | 10,0                                        | Schiefbahn Dellmann (Awanst)                  | Schiefbahn Dellmann (Awanst)                  |
| Haltepunkt / Haltestelle (Strecke außer Betrieb) | 10,3                                        | Schiefbahn Nord                               | Schiefbahn Nord                               |
| Strecke mit Straßenbrücke (Strecke außer Betrieb) |                                             | A 52                                          | A 52                                          |
| Strecke mit Straßenbrücke (Strecke außer Betrieb) |                                             | A 44                                          | A 44                                          |
| Abzweig geradeaus und von links (Strecke außer Betrieb) |                                             | ehem. Strecke von Neuss                       | ehem. Strecke von Neuss                       |
| Bahnhof (Strecke außer Betrieb) | 12,7                                        | Neersen                                       | Neersen                                       |
| Brücke über Wasserlauf (Strecke außer Betrieb) |                                             | Niers                                         | Niers                                         |
| Abzweig geradeaus und nach rechts (Strecke außer Betrieb) |                                             | ehem. Strecke nach Viersen                    | ehem. Strecke nach Viersen                    |
| Bahnhof (Strecke außer Betrieb) | 14,7                                        | Mönchengladbach-Neuwerk                       | Mönchengladbach-Neuwerk                       |
| Verschwenkung nach links und nach rechts (Strecke außer Betrieb) |                                             | (ehem. Verbindungsstrecke zum Hbf)            | (ehem. Verbindungsstrecke zum Hbf)            |
| Strecke von rechts · Haltepunkt / Haltestelle (Strecke außer Betrieb) · Strecke (außer Betrieb) | 14,9                                        | Dünn                                          | Dünn                                          |
| Dienststation / Betriebs- oder Güterbahnhof · Strecke (außer Betrieb) · Strecke (außer Betrieb) | 0,0 000,0                                   | Viersen-Helenabrunn                           | Viersen-Helenabrunn                           |
| Abzweig geradeaus und nach links · Kreuzung geradeaus oben (Strecke geradeaus außer Betrieb) · Kreuzung geradeaus oben (Strecke geradeaus außer Betrieb) · Strecke von rechts |                                             | Strecke von Krefeld über Viersen (s. o.)      | Strecke von Krefeld über Viersen (s. o.)      |
| Abzweig geradeaus und ehemals von links · Abzweig geradeaus und nach rechts (Strecke außer Betrieb) · Strecke (außer Betrieb) · Strecke | 2,5 017,2                                   | Eicken (Abzw)                                 | Eicken (Abzw)                                 |
| Strecke · Bahnhof (Strecke außer Betrieb) · Strecke (außer Betrieb) · Strecke | 17,4                                        | Mönchengladbach-Bökel (bis 1909)              | Mönchengladbach-Bökel (bis 1909)              |
| Strecke · Strecke (außer Betrieb) · Abzweig ehemals geradeaus und von links · Abzweig quer und nach rechts |                                             | Strecke von Neuss                             | Strecke von Neuss                             |
| Strecke · Strecke (außer Betrieb) · Bahnhof mit S-Bahn-Halt | (18,1)                                      | Mönchengladbach Hbf                           | Mönchengladbach Hbf                           |
| Strecke · Strecke (außer Betrieb) · Abzweig geradeaus und nach links |                                             | ehem. Strecke nach Jülich                     | ehem. Strecke nach Jülich                     |
| ehemalige Blockstelle · Strecke (außer Betrieb) · Strecke | 5,5 000,0                                   | Waldhausen (Bk)                               | Waldhausen (Bk)                               |
| Strecke · Bahnhof (Strecke außer Betrieb) · Strecke | 20,6 4,4                                    | Mönchengladbach-Speick (bis 1909)             | Mönchengladbach-Speick (bis 1909)             |
| Strecke nach links · Abzweig ehemals geradeaus und von rechts · Strecke |                                             | (ehem. Trasse Bökel–Speick heute z. T. B 57)  | (ehem. Trasse Bökel–Speick heute z. T. B 57)  |
| Abzweig geradeaus und ehemals nach links · Abzweig geradeaus und ehemals von rechts |                                             | (ehem. Trasse heute Heinrich-Pesch-Straße)    | (ehem. Trasse heute Heinrich-Pesch-Straße)    |
| ehemaliger Bahnhof · Strecke | 2,0                                         | Rheydt RhE                                    | Rheydt RhE                                    |
| Strecke · Bahnhof |                                             | Rheydt Hbf (ehem. Rheydt BME)                 | Rheydt Hbf (ehem. Rheydt BME)                 |
| Abzweig geradeaus und von links · Abzweig ehemals quer, nach links und nach rechts |                                             | Strecke nach Köln                             | Strecke nach Köln                             |
| Abzweig geradeaus und ehemals nach rechts |                                             | ehem. Trasse des Eisernern Rheins             | ehem. Trasse des Eisernern Rheins             |
| Dienststation / Betriebs- oder Güterbahnhof | 12,7 000,4                                  | Rheydt Gbf                                    | Rheydt Gbf                                    |
| Abzweig geradeaus und nach rechts |                                             | Eiserner Rhein nach Dalheim                   | Eiserner Rhein nach Dalheim                   |
| Strecke |                                             | Strecke nach Aachen                           | Strecke nach Aachen                           |
| |                                             |                                               |                                               |
| Quellen: |                                             |                                               |                                               |

Die Bahnstrecke Krefeld–Rheydt ist eine größtenteils stillgelegte Eisenbahnstrecke in Deutschland. Sie führte von Krefeld Hauptbahnhof über Neersen und Mönchengladbach zum Rheydter Güterbahnhof.
Die noch in Betrieb befindlichen Teilstücke sind heute eingleisig. Das Teilstück, das heute die Güterumgehungsbahn in Mönchengladbach bildet, ist elektrifiziert.

## Geschichte
Ausgehend von ihrem Bahnhof Krefeld an der Linksniederrheinischen Strecke baute die Rheinische Eisenbahn-Gesellschaft (RhE) eine eigene Strecke Richtung Mönchengladbach parallel zu der Bahnstrecke Duisburg-Ruhrort–Mönchengladbach der Bergisch-Märkischen Eisenbahn-Gesellschaft (BME), die diese zusammen mit der Ruhrort-Crefeld-Kreis Gladbacher Eisenbahn-Gesellschaft übernommen hatte.
Am 15. November 1877 wurde die Strecke auf ganzer Länge von Krefeld bis Rheydt eröffnet, am gleichen Tag wie der erste Abschnitt von Neuss bis Neersen der Bahnstrecke Neuss–Viersen.

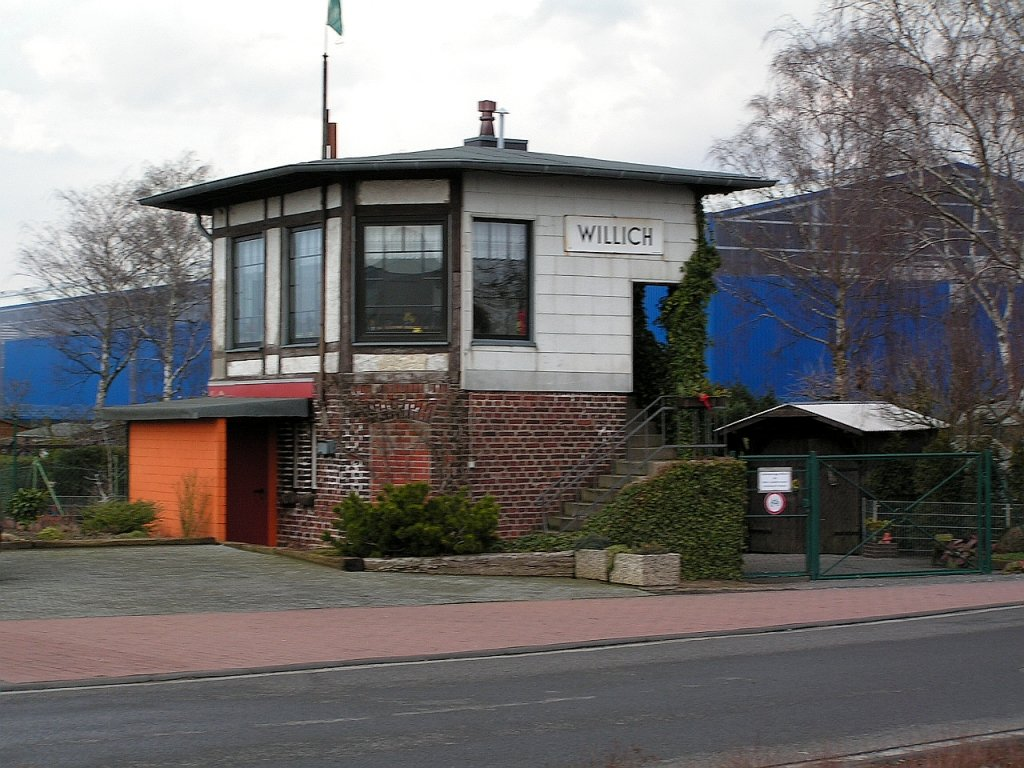
Ehemaliges Stellwerk Ws des Bahnhofs Willich

Wie bei vielen anderen Projekten hatten die Planungen der RhE vorgesehen, durch eine möglichst geradlinige Streckenführung und damit kürzere Fahrzeit der bereits etablierten Strecke Marktanteile abnehmen zu können. Da bei der Streckenführung über Willich und Neersen größere Orte wie Viersen, sowie der verkehrstechnisch sehr bedeutende Bahnhof Mönchengladbach BME (heute Mönchengladbach Hbf) nicht angefahren wurden, blieb das Echo auf die neue Strecke insbesondere bei Reisenden verhalten, was dazu führte, dass die Strecke nicht wirtschaftlich betrieben werden konnte.
Nach Verstaatlichung der Rheinischen Eisenbahn und der konkurrierenden Unternehmen wurden die verschiedenen Strecken neu geordnet. So wurde die Bahnstrecke Krefeld–Rheydt 1909 im Bereich Mönchengladbach verlegt und die heutige Güterumgehungsbahn eröffnet, auf der Güterzüge zwischen Aachen und dem Ruhrgebiet bzw. Venlo das stark ausgelastete Teilstück Rheydt Hbf – Mönchengladbach Hbf der Bahnstrecke Aachen–Mönchengladbach umfahren können. Zwischen der Abzweigstelle Eicken und Rheydt Gbf war die Güterumgehungsbahn bis 1963 zweigleisig. Ebenfalls 1909 wurde vom Bahnhof Mönchengladbach-Neuwerk eine bis zur Süchtelner Straße parallel zur existierenden Strecke verlaufende Verbindung zum Mönchengladbacher Hauptbahnhof errichtet. Nachdem sie die alte Trasse verlassen hatte, überquerte sie die Bahnstrecke Duisburg-Ruhrort–Mönchengladbach und verlief bis zum Hauptbahnhof parallel zu dieser.
Im Gegenzug wurde die mittlerweile quer durch die Stadt verlaufende Trasse von der Süchtelner Straße über Mönchengladbach-Bökel und Mönchengladbach-Speick zum bereits 20 Jahre zuvor stillgelegten Rheinischen Bahnhof Rheydt aufgegeben. Der Verlauf der ehemaligen Trasse ist heute noch auf Karten und Luftbildern erkennbar, auf dem größten Teilstück verlaufen heute die Straßen Hohenzollernstraße und Herrmann-Piecq-Anlage (Bundesstraße 57).
Die Wehrmacht sprengte gegen Ende des Zweiten Weltkriegs 1944 eine Eisenbahnbrücke, um den militärischen Vormarsch der Westalliierten zu verlangsamen. Seitdem konnte die Strecke zwischen Mönchengladbach-Neuwerk und Mönchengladbach Hauptbahnhof nicht mehr befahren werden. Die Verbindung wurde nach Kriegsende nicht wiederhergestellt; fortan verkehrten Personenzüge nur noch zwischen Krefeld und Neuwerk.
Am 22. Mai 1982 wurde der Personenverkehr auf der Strecke dann ganz eingestellt, zuletzt verkehrten auf ihr Akkutriebwagen der Baureihe 515. Von Krefeld verkehrten in den darauf folgenden Jahren bis zum 28. Mai 1994 noch Güterzüge mit Kies zu einem Lager an der Süchtelner Straße in Mönchengladbach. Die Verbindung zum Hauptbahnhof und das Verbindungsstück von der Süchtelner Straße zum Abzweig Eicken waren damals bereits abgebaut; die drei Brücken über die Süchtelner und die Brücke über die Eickener Straße wurden in der zweiten Hälfte der 1980er Jahre abgerissen. 1997 wurde der Abschnitt Krefeld–Mönchengladbach-Neuwerk stillgelegt.

## Heutige Situation

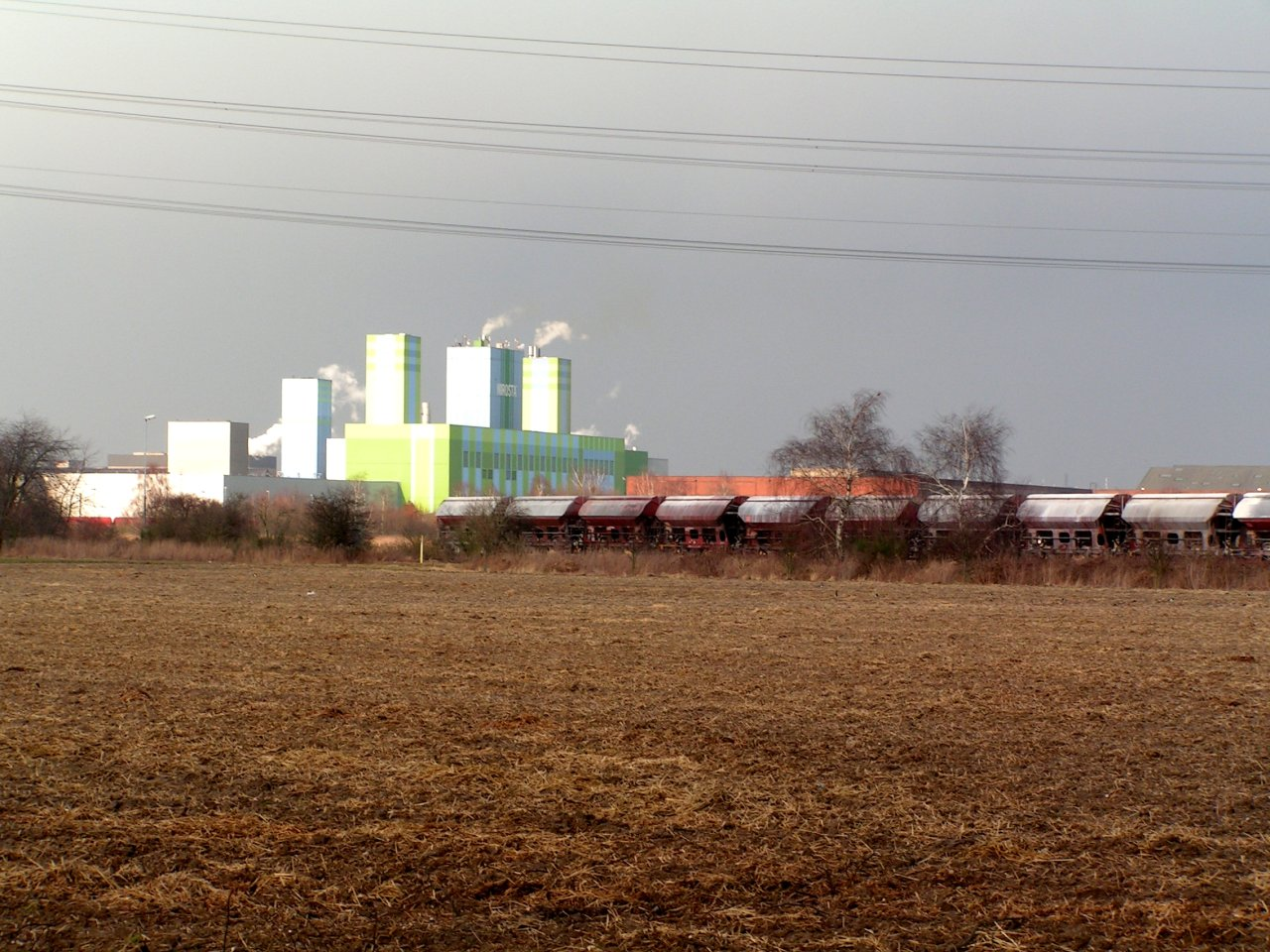
Abgestellte Waggons an der Anschlussstelle Krefeld Stahlwerk mit dem Stahlwerk im Hintergrund

Die Bahnstrecke ist heute nur noch bis zur Anschlussstelle Krefeld Stahlwerk in Betrieb und dient dem lokalen Güterverkehr. Der Rest der ursprünglichen Strecke ist komplett stillgelegt und zum Teil demontiert, bis Mönchengladbach-Neuwerk lag jedoch bis in den 2010er Jahren noch ein Großteil der Gleise. Seit 2011 wurden weitere Teile nördlich des Bahnhofs Neersen demontiert, um hier einen Bahntrassenradweg anzulegen. Dieser ist seit Herbst 2012 komplett fertiggestellt, so dass der ehemalige und heute in Privatbesitz befindliche Bahnhof Willich wieder von der Bahnsteigseite betrachtet werden kann. Ein ca. 250 Meter langes Gleisstück existiert noch in Höhe Willich-Wekeln, Straße Klein Kempen nordwärts, sowie weitere längere Abschnitte nördlich der Straße L 361 und zwischen den Bahnhöfen Neersen und Mönchengladbach-Neuwerk.
Derzeit existieren Planungen zur Verlängerung der von der Regiobahn betriebenen S-Bahn-Linie S 28, welche heute die Bahnstrecke Neuss–Viersen bis Kaarst befährt. Hierzu soll die Strecke von Kaarst über Schiefbahn und Neersen, wo sie auf die Strecke Krefeld–Rheydt treffen würde, nach Viersen reaktiviert und die S28 bis Venlo durchgebunden werden.
Die 1909 eröffnete Trasse über Helenabrunn, nördlich des Mönchengladbacher Stadtgebietes, dient heute noch als Umgehungsbahn für den Güterverkehr. In den 2000er Jahren wurde sie nur in Ausnahmefällen genutzt und war 2007 kurzzeitig gesperrt. Nach Abschluss der Bauarbeiten zur 2. Ausbaustufe des ESTW Grevenbroich Ende 2007, in der der Rheydter Güterbahnhof an das Stellwerk angeschlossen wurde, wurde auch die Umgehungsbahn vom bis dahin starken Pflanzenbewuchs freigeschnitten und der stark beschädigte Oberbau teilweise erneuert, so dass wieder mit einer stärkeren Nutzung zu rechnen ist.
Die Umgehungsstrecke ist in Mönchengladbach immer wieder im Zusammenhang mit einer Reaktivierung des Eisernen Rheins in der Diskussion, obwohl sie nicht zur historischen Trasse gehört und auch ohne deren Reaktivierung von Zügen, die aus Belgien über die Montzenroute fahren, genutzt werden kann. Anwohner der Strecke befürchten durch steigenden Güterverkehr auf der Umgehungsstrecke nach einer Reaktivierung des Eisernen Rheins erhöhte Lärmbelästigung. Sollte die alternative Neubaustrecke nördlich von Mönchengladbach gebaut werden, bedeutet dies nicht zwangsläufig eine Stilllegung der Umgehungsstrecke.